# The Sound of Music
|  | Denne artikel omhandler musicalen. For filmatiseringen af denne, se The Sound of Music (film) |
The Sound of Music er en amerikansk musical af Richard Rodgers og Oscar Hammerstein om den klosteruddannede, forældreløse Maria, der er guvernante for kaptajn von Trapps 7 børn, og som i filmversionen fra 1965 blev udødeliggjort af Julie Andrews med Christopher Plummer i de bærende hovedroller. Det sidste af Maria von Trapps (26. januar 1905 i Wien - 28. marts 1987 i Morrisville, Vermont) to døtre døde i 2022, nemlig Rosmarie von Trapp (1929 - 13. maj 1922, Morrisville, Vermont). En søn, Johannes, født 1939, lever stadig (21. maj 2022).
Musicalen blev skrevet og opført i 1959 på Broadway med datidens store musicalstjerne Mary Martin i hovedrollen som Maria og Theodor Bikel som kaptajn von Trapp. Musicalen bygger på Maria von Trapps erindringer og den tyske film "Die Trapp Familie" (1956) med Ruth Leuwerik.
The Sound of Music har siden været opført verden over på teatret og bl.a. Marie Osmond og Petula Clark har haft rollen som Maria.
I 2006 åbnede The Sound of Music atter på London Palladium Theatre, nu med en ung Connie Fisher i hovedrollen. Denne udgave blev produceret af Andrew Lloyd Webber og hovedrollen blev besat meget utraditionelt. Den var nemlig vinderprisen i en tv-konkurrence i flere afsnit i England. Serien hed "How do you solve a Problem like Maria?" efter en af musicalens sange. Connie Fisher vandt og fik dermed den meget eftertragtede rolle som Maria. Alexander Hanson spillede rollen som Kaptajn von Trapp og Lesley Garret som abbedissen.
| Musik | Spire Denne musikartikel er en spire som bør udbygges. Du er velkommen til at hjælpe Wikipedia ved at udvide den. |